# 宁河区
宁河区是中华人民共和国天津市下辖的一个市辖区，位于天津市东北部。七里海湿地、京津合作示范区均位于天津市。区人民政府驻芦台街道光明路47號。

## 地名由来
据陈铁卿《河北省县名考原》称：“蓟运河纵贯县境，时多水患，故县以宁河名。”

## 历史
清雍正九年（1731年）建始宁河县，隶属顺天府东路厅。
1973年7月7日，国务院批复河北省所辖武清、静海、宝坻、宁河、蓟县五县划归天津市。16-18日，天津市人民政府与河北省人民政府在石家庄召开交接会议，部署五县划转相关工作。8月1日，起正式划归天津市管辖。2015年7月撤县设区。

## 人口
根据(中国)天津市2020年第七次全国人口普查主要数据公报显示：宁河区常住人口为395314人，男性占比51.9%，女性占比48.1%，年龄结构中0-14岁占比15.76%，15-59岁占比61.66%，60岁以上占比22.58%，65岁以上占比15.37%。

## 行政区划
宁河区下辖2个街道办事处、13个镇：
芦台街道、桥北街道、宁河镇、苗庄镇、丰台镇、岳龙镇、板桥镇、潘庄镇、造甲城镇、七里海镇、大北涧沽镇、东棘坨镇、北淮淀镇、俵口镇、廉庄镇、宁河区贸易开发区、宁河区经济开发区、天津未来科技城滨海高新区片区、天津未来科技城宁河片区现代产业区组团和天津未来科技城宁河片区潘庄工业区组团。

### 境内飞地

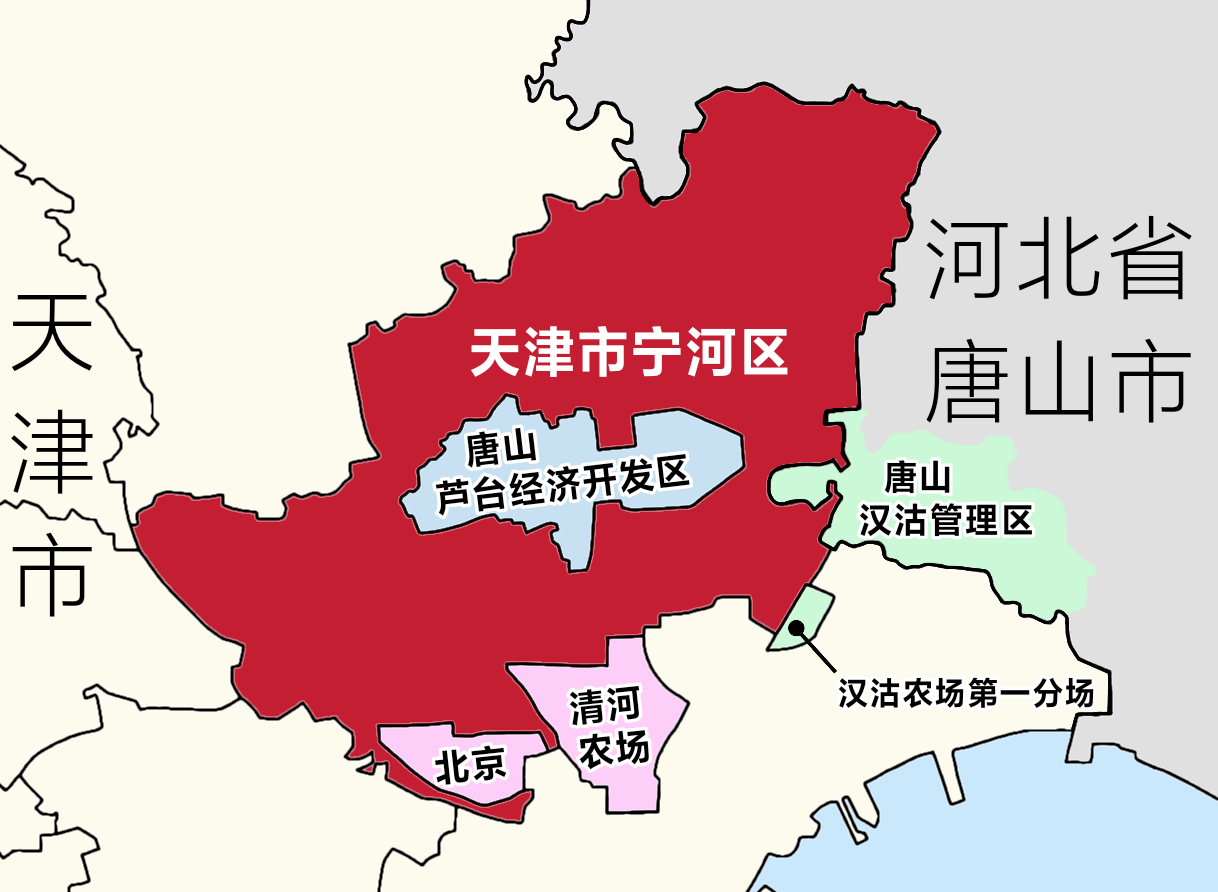
宁河区的飞地

宁河区境内共有三块飞地，分别为北京的清河农场、河北唐山的芦台经济开发区与汉沽农场第一分场，占地面积共约260平方公里，约为总面积的20%，是中国飞地面积比例最高的区。

## 交通
- 205国道、 112国道过境。

## 全国重点文物保护单位
- 天尊阁

## 相关链接
- 天津市宁河区政务网